# Ali Akbar Velayati

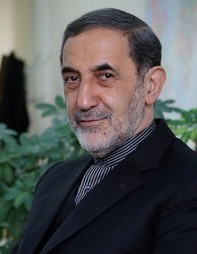
Ali-Akbar Velayati

Ali-Akbar Velayati oder Welajati (persisch علی‌اکبر ولایتی‎; * 25. Juni 1945 in Teheran) ist ein iranischer Politiker und war von 1981 bis 1997 Außenminister des Iran. Heute (Stand 2021) ist Velayati außenpolitischer Berater des Revolutionsführers Seyyed Ali Chamene’i. Er wurde vom Wächterrat als Kandidat für einen Parlamentssitz für die iranischen Parlamentswahlen 2012 ausersehen.

## Leben
Velayati studierte Medizin an der Universität von Teheran, spezialisierte sich auf Kinderheilkunde, u. a. auch an der Johns Hopkins University. Bis kurz vor der islamischen Revolution arbeitete Velayati als Kinderarzt in San Francisco.
Mit der iranischen Präsidentschaftswahl 1981 und dem Wahlsieg Chamene'is wurde Velayati von diesem zum Außenminister ernannt und blieb auch unter der Präsidentschaft Ali Akbar Hāschemi Rafsandschānis bis zur Wahl Mohammad Chātamis Irans Außenminister.
Am 10. November 1995 beschloss eine Mehrheit der deutschen Bundestagsabgeordneten, die dem damaligen iranischen Außenminister Ali-Akbar Velayati übermittelte Einladung zur Teilnahme an einer Islam-Konferenz in Bonn zurückzuziehen. Grund für die Ausladung waren Äußerungen des damals amtierenden Staatspräsidenten Haschemi Rafsandschani anlässlich des Terroranschlags auf den israelischen Ministerpräsidenten Jitzchak Rabin.
In neuerer Zeit machte Velayati mit Kritik an Mahmud Ahmadinedschad aufmerksam: „Die Regierung ist für die Atomfrage verantwortlich“ und „ihre Vertreter sollten unlogische und provozierende Sprüche vermeiden.“ Auf die Frage, ob der Holocaust eine historische Realität sei, antwortete Velayati in einem Interview mit der italienischen Tageszeitung La Repubblica am 14. Februar 2007: „Ja, aber wir akzeptieren nicht, dass diese Realität als Rechtfertigung für die Unterdrückung der Palästinenser benutzt wird.“